# Balivada Kantha Rao
Balivada Kantha Rao (en télugu బలివాడ కాంతారావు, Madapam, 3 de julio de 1927-6 de mayo de 2000) dramaturgo y novelista telugú. 
Nacido en Andhra Pradesh, trabajó para la marina india y escribió 38 novelas, 400 relatos cortos, 5 grandes obras de teatro y varios cuentos de viajes y radiofónicos. Sus escritos se han empleado en varias tesis doctorales. Ganó varios premios como el Sahitya Akademi Award en 1998.